# وحيدات الخلية الهيرمينيوسية الجليدية
وحيدات الخلية الهيرمينيوسية الجليدية (الاسم العلمي: Herminiimonas glaciei) هي نوع من البكتيريا، سلبية الغرام، تتبع جنس وحيدات الخلية الهيرمينيوسية.